# 斉藤博美
斉藤 博美（さいとう ひろみ、1952年3月30日 - ）は、千葉県出身の元騎手。

## 来歴
1975年3月1日の阪神障害ステークス（春）・フジチャイナ（8頭中7着）で初騎乗、3月16日の阪神第4競走障害5歳以上未勝利・ミチハルで初勝利を果たす 。1年目の同年、2年目の1976年は共に4勝をマーク。
3年目の1977年には1月22日の京都第2競走4歳未勝利・フェートマーシャルで平地初勝利、9月24日の阪神では初の1日2勝を挙げるなど初の2桁となる12勝をマークし、1978年には自己最多の13勝で2年連続2桁勝利を記録。
1979年の毎日杯ではハクヨーカツヒデに騎乗するが、各馬が一団となって4コーナーを回った時に落馬。馬群の後方にいたマリージョーイ騎乗の福永洋一は斉藤を避けるため咄嗟に手綱を左（外側）に引いたところ、斉藤の体が外側に転がってきた。驚いたマリージョーイが跳び越えようとするが、足がひっかかり、もんどりうって一回転し、福永は馬場に叩き付けられた。
1980年6月7日の中京第11競走東海ステークスでは9頭中9番人気のハクヨーカツヒデでヤマニンスキーを抑えて勝利し、枠連13170円の波乱を演出。
1982年には4年ぶりの2桁勝利となる11勝をマークし、1983年には1月開催となった京都牝馬特別をトーアミステリアスで制し重賞初勝利を挙げ、第1回サファイヤステークスではサンエイホープで桜花賞馬シャダイソフィアの3着に入った。
1985年7月6日・7日の札幌で初の2日連続勝利を挙げ、1987年6月13日の札幌第4競走3歳新馬・セキノスピードで通算100勝を達成。
1988年にはタッチアンドエースで小倉3歳ステークス3着に入り、10月8日の京都第9競走黄菊賞ではムービースターに大差を付けて逃げ切った。
1989年には7年ぶりで最後の2桁勝利となる12勝をマークしたほか、1993年にはサンエイホープを母に持つリードワンダー産駒ヒデノリードでブリーダーズゴールドカップを7馬身差圧勝 。
1996年にはシンザン記念をトーヨーロータスで逃げてゼネラリスト・ロゼカラーに次ぐ5着に粘り、1997年3月15日の阪神第7競走4歳以上500万下・カルストングローリで最後の勝利を挙げた。
1997年4月6日の阪神第11競走4歳以上900万下・カルストングローリ（16頭中5着）を最後に騎乗が無くなり、1998年2月28日付で現役を引退。

## 騎手成績
| 通算成績 | 1着 | 2着 | 3着 | 4着以下 | 出走回数 | 勝率 | 連対率 |
| -------- | --- | --- | --- | ------- | -------- | ---- | ------ |
| 平地     | 134 | 155 | 145 | 1594    | 2028     | .066 | .143   |
| 障害     | 13  | 12  | 15  | 72      | 112      | .116 | .223   |
| 計       | 147 | 167 | 160 | 1666    | 2140     | .069 | .147   |

主な騎乗馬
※斜体は地方交流競走。
- トーアミステリアス（1983年京都牝馬特別）
- ヒデノリード（1993年ブリーダーズゴールドカップ）